# As Marcianas (álbum de 1991)
As Marcianas, álbum lançado em 1991, é o 4º álbum de estúdio da dupla sertaneja brasileira As Marcianas. Foi lançado pelo selo Copacabana. 

## Faixas
| N.º | Título                                              | Duração |  |
| 1.  | "Porque Brigamos (I Am... I Said)"                  | 3:10    |  |
| 2.  | "Daria Tudo"                                        | 2:45    |  |
| 3.  | "A Vida Não Vale Um Centavo"                        | 2:45    |  |
| 4.  | "Fim de Semana"                                     | 3:16    |  |
| 5.  | "Amor Paixão (Midnight Girl/Sunset Town)"           | 2:50    |  |
| 6.  | "Palavra de Mulher Arrependida"                     | 3:10    |  |
| 7.  | "Dominique"                                         | 2:38    |  |
| 8.  | "Nosso Bolero (No More Boleros)"                    | 3:57    |  |
| 9.  | "Solidão da Gente" (participação de Jair Rodrigues) | 2:35    |  |
| 10. | "Onde Está Você"                                    | 3:35    |  |
| 11. | "Quando a Saudade Aperta"                           | 2:49    |  |
| 12. | "Eu Sempre Volto Prá Casa"                          | 3:29    |  |
| 13. | "Bate Que Dói"                                      | 3:23    |  |